# 锁管机
锁管机是将金属接头通过液压机械及相应的模具与高压胶管紧密的扣压在一起，制成高压胶管及流体连接件，简称高压胶管总成。高压胶管总成广泛用于油田、煤矿、航空航天、工程机械、农用机械等行业。
最常用的分为：液压，数控等。锁管机暂时没有中国国家标准。相关的液压软管接头中国国家标准：
- GB/T 9065.1-1988 液压软管接头 连接尺寸 扩口式
- GB/T 9065.2-1988 液压软管接头 连接尺寸 卡套式
- GB/T 9065.3-1988 液压软管接头 连接尺寸 焊接式或快换式

锁管机主要由扣压机构、电机、齿轮泵、控制阀和油箱组成。

## 工作原理
油泵在电机驱动下，输出液压油,推动扣压油缸内的柱塞向前运动，使柱塞、前缸盖上的两个内锥套推动具有对称锥面的模座径向收缩，实现模块对胶管的扣压。当收缩量达到标尺调定值时，扣压自动停止，电磁换向阀换向后，液压油进入两个开模油缸，推动扣压柱塞反向运动，模座在弹簧作用下带动模块复原。

## 工作过程
扣压机构是锁管机工作机构。压套在油缸活塞的带动下实现往复运动，对固定在前方板上的弹簧压头不断压紧和放松。将装好的接头放入弹簧压头中间圆孔内适当位置，开动电机，驱使油泵供油，通过控制电磁换向阀换向，驱使油缸活塞向前运动，通过带有内锥孔的压套，压紧带有同样锥度的弹簧压头，实现压合目的。按下开模按钮，活塞带动压套反方向运动，弹簧压头复原，这时可以将胶管接头从锁管机取出。